# Onthophagus katoi
Onthophagus katoi là một loài bọ cánh cứng trong họ Bọ hung (Scarabaeidae).